# Georg Wittemann
Georg Wittemann (* 15. Juli 1811 in Geisenheim; † 28. Oktober 1889 in Frankfurt am Main) war ein deutscher Maler.

## Leben

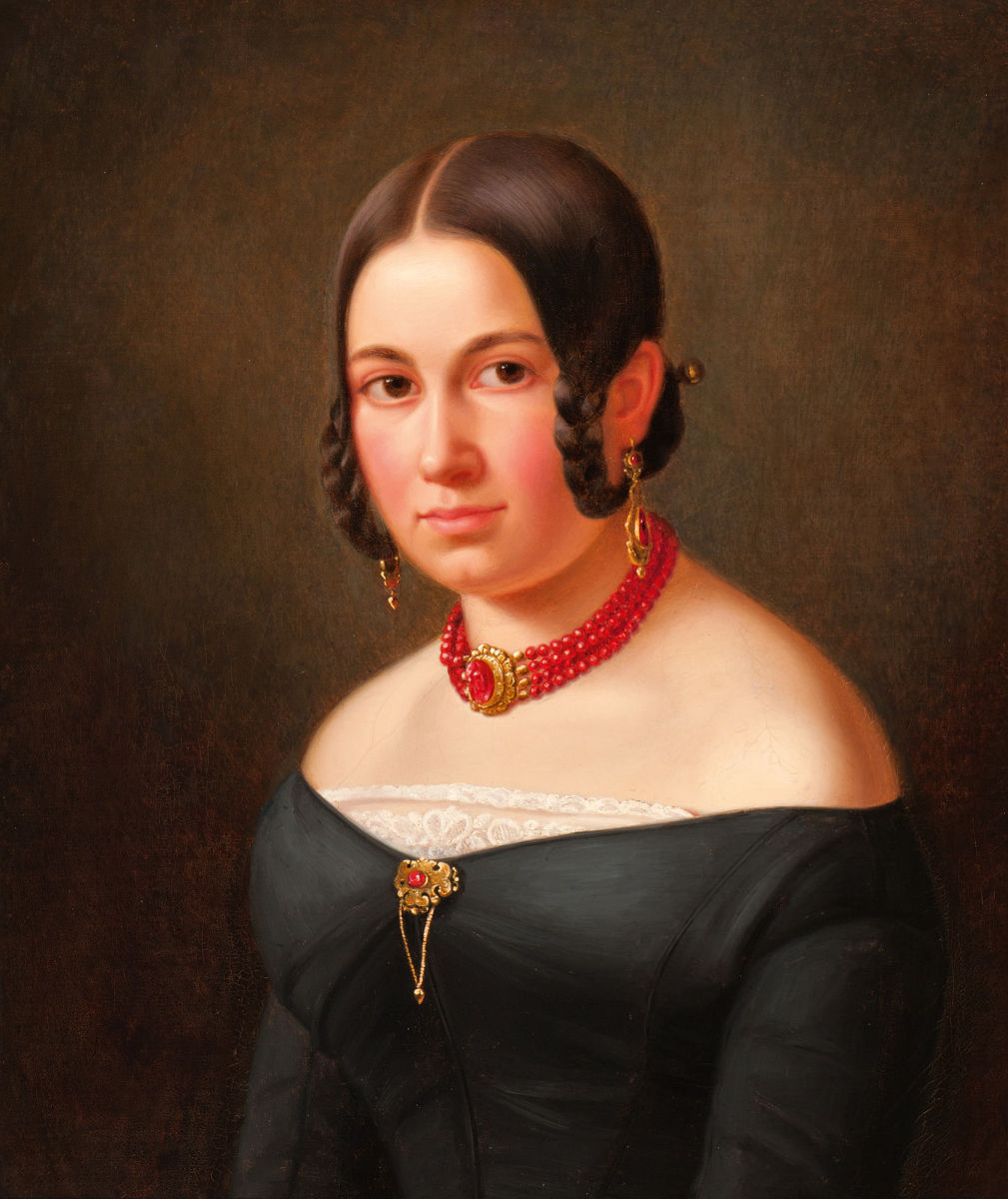
Porträt der Christine Dieckhoff, 1842

Georg Wittemann studierte Malerei in Düsseldorf und München. Am 23. Oktober 1830 schrieb er sich an der Königlichen Akademie der Bildenden Künste ein. 1845 malte er ein Bildnis des Malers Carl Theodor Reiffenstein. Wittemann lebte seit mehreren Jahren in Frankfurt am Main, als er mit einem Stillleben und einer Landschaft an der Frankfurter Kunstausstellung 1881 teilnahm.